# مسعود عزيزي
مسعود عزيزي (مواليد 2 فبراير 1985) هو لاعب ألعاب قوى أفغاني. حقّق أفضل زمن له في سباق 100 متر وكان 11.11 ثانية، حققه في إبريل 2005 في مكة.
مثّل عزيزي أفغانستان في الألعاب الأولمبية الصيفية 2004 في أثينا، شاكر في منافسات 100 متر عدو للرجال. أنهى السباق في المركز الأخير في الجولة التمهيدية بزمن قدره 11.66 ثانية. ثم مثّل بلاده مرة أخرى في الألعاب الأولمبية الصيفية 2008 في بكين، وحل ثامنًا في الجولة التمهيدية ولم يتأهل للجولة التالية منهيًا السباق في زمن قدره 11.45 ثانية. مرة أخرى، أنهى عزيزي سباقًا آخر ثامنًا في الجولة التمهيدية من منافسات بطولة العالم لألعاب القوى 2009 في زمن قدره 11.45 ثانية.

## المنشطات
عام 2013، فشل عزيزي في تخطي اختبار المنشطات الخاص ببطولة العالم. تم إيقاف اللاعب بسبب ذلك لمدة عامين.

## السجل الشخصي

### خارج الصالات
| المسافة | الزمن   | الرياح    | المكان / التاريخ    |
| ------- | ------- | --------- | ------------------- |
| 100 م   | 11.11 ث | + 0.0 م/ث | مكة / 12 إبريل 2005 |
| 200 م   | 22.65 ث | + 1.9 م/ث | دكا / 6 فبراير 2010 |

### داخل الصالات
| المسافة | الزمن  | المكان / التاريخ       |
| ------- | ------ | ---------------------- |
| 60 م    | 7.25 ث | هانوي / 31 أكتوبر 2010 |